# Muzeum Powstańców Wielkopolskich w Lusowie
Muzeum Powstańców Wielkopolskich im. Generała Józefa Dowbora Muśnickiego – muzeum z siedzibą w Lusowie, gromadzące pamiątki związane z powstaniem wielkopolskim oraz generałem Józefem Dowborem-Muśnickim, mieszkającym w Lusowie w latach 1920–1937.
Muzeum zostało otwarte 2 września 1996 i początkowo funkcjonowało w sali miejscowej szkoły podstawowej (ul. Nowa 6). W grudniu 2008 placówkę przeniesiono do nowo wybudowanego budynku przy ulicy Ogrodowej 1, wybudowanego z budżetu gminy, a mieszczącego również inne instytucje kultury, m.in. bibliotekę gminną. Muzeum urządzono z funduszy zebranych przez Towarzystwo Pamięci Generała Józefa Dowbora Muśnickiego z siedzibą w Lusowie. W salach muzealnych prezentowane są oryginalne dokumenty, mapy, zdjęcia, sztandary, mundury, militaria, modele i inne pamiątki związane z przedmiotem działania placówki.
W 2017 placówkę odwiedziło około 2500 osób.